# Aliou Badra Thiam
Pour les articles homonymes, voir Thiam.
Aliou Badra Thiam, né le 8 décembre 1968 à Siguiri (Guinée), est un homme politique guinéen.
Le 22 janvier 2022, il est nommé conseiller au sein du Conseil national de la transition (CNT) en tant que personne ressource,.